# Cantó de València

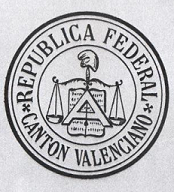
Escut del Cantó federal de València, 1873

El cantó de València s'articulà el 19 de juliol del 1873, durant la Revolució Cantonal i s'hi adheriren 179 municipis de les comarques pròximes.
El Cantó valencià no tingué un caràcter revolucionari tan marcat com d'altres, en néixer per iniciativa de la burgesia de la ciutat. El madrileny Pedro Barrientos Robles fou el president del Comitè de Seguretat Pública, i el guerriller i diputat republicà José Pérez Guillén el enguerino organitzà una columna de tres mil homes per tal d'organitzar l'ordre públic.
La revolta fou ofegada pel general Martínez Campos, qui el 7 d'agost aconseguí entrar a la ciutat de València després de sotmetre-la a un intens bombardeig.